# Zlín Z-XI
De Zlín Z-XI is een Tsjechoslowaaks laagdekker sportvliegtuig gebouwd door Moravan, toen deze nog Zlín heette. De Z-XI vloog voor het eerst in het jaar 1935.

## Specificaties
- Bemanning: 1, de piloot
- Capaciteit: 1 passagier
- Lengte: 5 m
- Spanwijdte: 10 m
- Vleugeloppervlak: 12 m2
- Leeggewicht: 250 kg
- Startgewicht: 420 kg
- Motor: 1× Continental, 26 kW (36 pk)
- Maximumsnelheid: 160 km/h
- Kruissnelheid: 120 km/h
- Vliegbereik: 260 km
- Plafond: 3 100 m